# Cantone di Guîtres
Il Cantone di Guîtres era una divisione amministrativa dell'arrondissement di Libourne.
A seguito della riforma approvata con decreto del 20 febbraio 2014, che ha avuto attuazione dopo le elezioni dipartimentali del 2015, è stato soppresso.

## Composizione
Comprendeva i comuni di:
- Bayas
- Bonzac
- Guîtres
- Lagorce
- Lapouyade
- Maransin
- Sablons
- Saint-Ciers-d'Abzac
- Saint-Denis-de-Pile
- Saint-Martin-de-Laye
- Saint-Martin-du-Bois
- Savignac-de-l'Isle
- Tizac-de-Lapouyade